# Arrondissements municipaux de N'Djaména
La ville de N'Djaména, capitale du Tchad, est divisée en dix unités administratives dénommés arrondissements municipaux.

## Ierarrondissement
14 quartiers :
- Farcha
- Milezi
- Madjorio
- Guilmeye
- Djougoulier
- Karkandjeri
- Amsinéné (où se trouye la maison d'arrêt de N'Djaména)
- Guinébor
- N'Djamena-Koudou
- Massil Abcoma
- Zaraf
- Allaya
- Ardeb-Timan
- Antona

## IIearrondissement

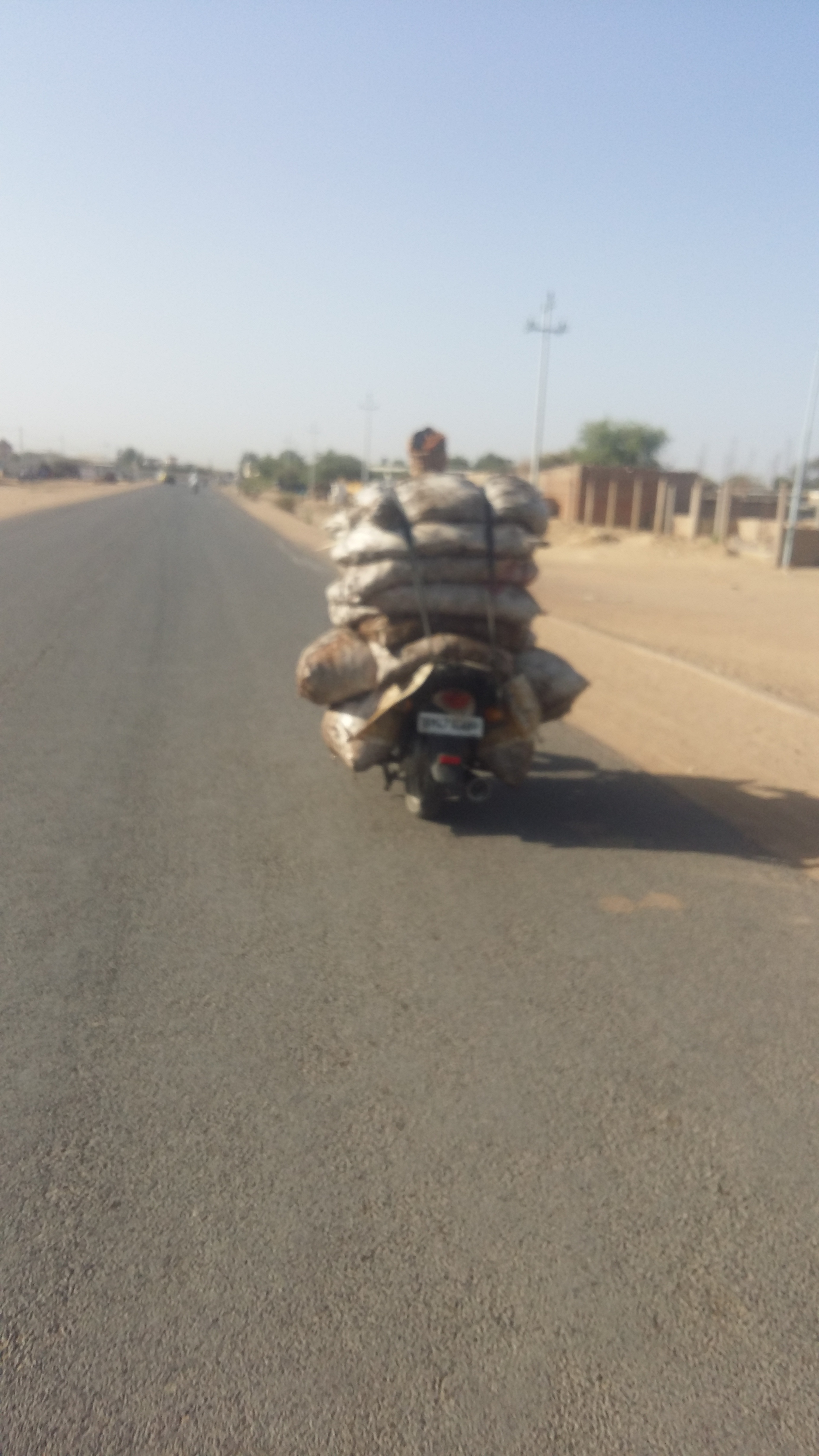
Transport à moto (Goudji).

5 quartiers :
- Djamba Ngato
- Mardjandaffack
- Bololo
- Goudji
- Klémat

## IIIearrondissement
6 quartiers :
- Gardolé
- Ambassatna
- Ardep Djoumal
- Sabangali
- Kabalaye
- Djambalbahr

## IVearrondissement
5 quartiers :
- Repos I
- Repos II
- Naga I
- Naga II
- Blabine

## Vearrondissement
3 quartiers :
- Ridina
- Am-Riguebé
- Karkandjie

## VIearrondissement
2 quartiers :
- Moursal
- Paris-Congo

## VIIearrondissement
13 quartiers :
- Chagoua
- Dembé
- Ambatta
- Boutalbagara
- Kourmanadji
- Atrone
- Amtoukoui
- Amtoukoui Alaya
- Habena
- Gassi
- Kilwiti
- Ambatta 2
- Dembé 2
- Karkouta
- Djinio

## VIIIearrondissement
7 quartiers :
- Diguel
- Ndjari
- Angabo
- Zaffaye-Est
- Zaffaye-Ouest
- Machaga
- Amtoukougne Koudou

## IXearrondissement
9 quartiers :
- Walia
- Ngoumna
- Digangali
- Ngueli
- Kabé
- Toukra
- Gardolé 2
- Toukra Massa

## Xearrondissement
13 quartiers :
- Gozator
- Goudji-Charffa
- Ouroula
- Gaoui
- Lamadji
- Sadjeri
- Achawayil
- Fondoré
- Djaballiro
- Hillé Houdjaj
- Tamon Kessa
- Wouroulou
- Kalatchou Sadjéré